# Michael Sehul
Michael Sehul (Tigrinya „Michael der Kluge“; sein Geburtsname war Blatta Michael; * um 1691; † 23. Juni 1779) war von 1748 bis 1771 und ein weiteres Mal von 1772 bis zu seinem Tod Ras oder Gouverneur von Tigray. Er spielte eine bedeutende politische Rolle im Zeitraum von der Herrschaft des Kaisers Iyasu II. über dessen Nachfolger bis hin zum eigenen Tod.
Der schottische Entdecker James Bruce traf ihn während seines Aufenthalts in Äthiopien und hielt seine Eindrücke einer Audienz beim Ras wie folgt fest:

„Wir traten ein und sahen den alten Mann auf einem Sofa platziert, sein weißes Haar war in viele kurze Locken gelegt. Er schien nachdenklich, jedoch nicht verstimmt. Sein Gesicht war hager, sein Blick klar und lebhaft, seine Augen schienen jedoch bedingt durch Witterungseinflüsse zu schmerzen. Er mochte 1,83 Meter groß sein, seine Lahmheit ließen jedoch keine genauen Schätzungen zu. Sein Auftreten war völlig frei von Hemmungen; in Frankreich bezeichnete man es als degagée. In seinem Äußeren und als Mensch ähnelte er meinem gelehrten ehrenwerten Freund Count de Buffon, mehr so als jedwede andere Person die ich in der Welt gesehen hatte. Es bedurfte keines guten Physiognomikers um in diesem Angesicht seine Kompetenz und Intelligenz zu erkennen. Jeder Blick drückte ein Gefühl aus. Er schien keinen Anlass für andere Sprache zu haben und sprach in der Tat wenig.“

## Biographie
Michael war ein Sohn von Abeto Hezeqeyas Wolde Hawaryot und Woizero Ishate Mariam, der Tochter von Azzaz Yakub. Sie beanspruchten durch Ras Faris der Große, Nachfahren der Solomonischen Dynastie zu sein. Sein Vater verwendete den Titel Abeto, der einem Prinz der kaiserlichen Linie zustand. Die erste offizielle Ehe kam mit Woizero Walatta Gabr'el zustande, die jedoch nach 1766 in Adwa starb. Später heiratete der Ras Woizero Aster.
In den Geschichtsbüchern tritt er zum ersten Mal in Erscheinung, als 1745 eine Abordnung nach Kairo geschickt wird, mit dem Ziel, einen neuen Abuna für das Kaiserreich zu gewinnen. Auf ihrer Reise dorthin werden sie in Massaua durch den Naib sechs Monate lang festgehalten und erst freigelassen, als sie ihm die Hälfte ihrer Finanzmittel überlassen. Auf dem Rückweg wird der Abuna Yohanes unter Lösegeldforderungen in Arqiqo festgesetzt, bis ihm schließlich der Abt des Klosters Debre Bizan bei der Flucht hilft. Dieser Affront war zu ernst, als dass er übersehen werden konnte, so dass der Kaiser eine Strafexpedition gegen Michael unternahm, der zu jener Zeit den Titel Dejazmach führte. Dejazmach Michael blieb jedoch mächtig und man verzieh ihm alsbald.
Da er bereits ein mächtiger Herr in Tigray war, folgte er seinem Vater am 20. September 1748 als Dejazmach von Tigray und als solcher von Semien am 8. Oktober 1757. Am 13. September 1759 wurde er zum Ras befördert und als Gouverneur von Tigray, Semien, Seggada, Walgat und 44 anderen Distrikten bestätigt. Er etablierte Adwa als seine Hauptstadt.
Während der Herrschaft von Joas I., dem Nachfolger Iyasus, war Dejazmach Michael plötzlich der Nutznießer aus zwei Verbindungen zum Kaiserhaus. Einerseits verheiratete ihn die Kaiserin Mentewab 1769 mit ihrer Tochter Aster, zudem hatte der Sohn von Michael, Wolde Hayawrat eine weitere Tochter der Kaiserin zur Frau genommen.
Zu jener Zeit wurde Michael der Titel Ras zugesprochen. Ras Michael mischte sich in der Äthiopischen Kirche ein und war ein Verfechter der Karva Haymanot Doktrin.
Durch das Verhalten seines Herrn, Ras Anda Haymanot, während eines Jagdausflugs verärgert, kehrte er zurück nach Adwa, welches er verstärkte, und rebellierte gegen Anda Haymanot. Schließlich kam es zum Kampf zwischen den beiden, bei dem Ras Michael seinen vormaligen Meister gefangen nahm und später hinrichten ließ (1759). Adwa befand sich an einer strategischen Position auf der Handelsroute zwischen Massaua und Gonder. Aus den eingenommenen Abgaben und Zöllen konnte er eine 8000 Mann starke Armee aufstellen und diese mit Musketen ausstatten.
Nach dem Tod Iyasus II. übernahm dessen Sohn Joas den Thron und es kam zu einer heftigen Auseinandersetzung zwischen der Mutter und der Witwe des vorherigen Kaisers. Die Kaiserin Mentewab war zur Mitherrscherin ernannt worden, als ihr minderjähriger Sohn ihren Ehemann auf dem Thron ablöste. Auch ohne ihren Sohn, glaubte sie Ansprüche auf diese Position geltend machen zu können. Die aus den Oromo stammende Witwe Iyasus, Welete Bersabe (auch bekannt als Wubit), ihrerseits, sah sich berechtigt nun jene Führungsrolle am Hof zu übernehmen, die zuvor ihre Schwiegermutter eingenommen hatte. Der junge Kaiser stellte sich auf die Seite seiner Mutter und damit gegen seine Großmutter. Mentewab versammelte ihre Verwandten Qwara und fiel mit diesen in Gonder ein um ihre Ansprüche geltend zu machen. Als die Ankunft der Qwaran-Truppen bekannt wurde, rief Welete Bersabe ihrerseits ihre Verwandten aus Yejju zu Hilfe und die Oromo Krieger aus diesem Distrikt kamen zuhauf nach Gonder zu ihrer Unterstützung. Die Stadt war durch diese beiden angespannten Armeen überschwemmt und ein Blutbad schien unvermeidlich.
Um diese Pattsituation zu lösen, schaltete die Kaiserin Mentewab ihren Schwiegersohn, Ras Michael, ein. Dieser kam mit einer 26.000 Mann starken Armee und versprach im Konflikt zwischen den beiden Königinnen und ihren Anhängern zu vermitteln. Er übernahm die Kontrolle über die Hauptstadt Gonder und begann eine zunehmend dominante Rolle auszuüben.
Am 22. Januar 1768 wurde Michael zum Ras Bitwodad und Enderase (Vizekönig) des Kaiserreichs ernannt. Beunruhigt durch Michaels zunehmende Macht, schickte der Kaiser Joas – nach geheimer Korrespondenz mit Fasil – Ras Michael zurück nach Tigray. Der Ras widersetzte sich und besiegte Fasils Armee. Er kehrte nach Gonder zurück und forderte eine Versammlung des Adels ein, um zu beweisen, dass der Kaiser Joas einen Anschlag gegen ihn geplant hatte, während Michael ihn auf seinem Thron verteidigte.
Der Versammlung wurden Beweismittel vorgelegt und man kam überein, dass es eine schwere Straftat war, die die Todesstrafe verdiente. Da man einen Monarchen jedoch nicht töten konnte, wurde er lediglich in seinem Palast eingesperrt. Michael Sehul erteilte daraufhin den Befehl den Kaiser umzubringen. Da es als falsch angesehen war, einen Erben Salomons mit dem Speer oder dem Schwert hinzurichten, oder zu erschießen, verlangte Michael Sehul im Januar 1769 den Kaiser durch ein Seidenband in kaiserlichem rot zu erdrosseln. Dies verängstigte die beiden Königinnenwitwen, Kaiserin Mentewab und Welete Bersabe, und Mentewab zog sich in ihren Palast in Qusquam zurück, wo sie ihren Enkel mit viel Pomp und Würde beisetzte.
Ras Michael ernannte die beiden folgenden Kaiser: Yohannes II., der sich als unbedeutende Figur herausstellte und den man alsbald loswurde und durch Tekle Haymanot II. ersetzte. Trotz seiner Macht über den Thron rebellierte die Bevölkerung. Ras Michael antwortete mit einer Terrorherrschaft über Gonder (1770). Es gelang ihm jedoch nicht seine Kontrolle über das Land geltend zu machen, da sich dort die Armeen Fasils, Goshus und Wand Bewossens aus Begemder gegen ihn verbündeten. Die Parteien trafen in Sarbakusa aufeinander. Ras Michael wurde endgültig besiegt und ergab sich letztlich am 4. Juni 1771 Wand Bewasan. Dieser sperrte Michael Sehul ein Jahr lang ein und schickte ihn anschließend als Gouverneur nach Tigray zurück. Möglicherweise zog sich Ras Michael aber auch freiwillig in diese Provinz zurück.
Er wurde jeweils für kurze Zeit erst durch seinen Sohn, Wolde Samuel von Tigray, und dann durch seinen Enkel, Wolde Gabriel, abgelöst ehe letztlich sein Neffe, Gabre Maskal, diesen Posten bezog.